# Gabriela
Gabriela je žensko osebno ime.

## Izvor imena
Ime Gabrijela je ženska oblika imena Gabrijel.

## Tujejezikovne oblike imena
- pri Angležih: Gabriela, Gaby, Jella
- pri Čehih: Gabriela
- pri Italijanih: Gabria, Gabriele, Gabriella, Gabrielina
- pri Madžarih, Islandcih in Švedih: Gabriella
- pri Nemcih: Gabi, Gabe, Gabriela, Gabriele
- pri Poljakih: Gabriela

## Pogostost imena
Po podatkih Statističnega urada Republike Slovenije je bilo na dan 31. decembra 2007 v Sloveniji število ženskih oseb z imenom Gabriela: 425.

## Osebni praznik
V koledarju je ime Gabriela skupaj z imenom Gabrijel; god praznuje 27. februarja ali pa 29. septembra.